# フォーリナー
『フォーリナー』は、堀蔵人が中心になって製作したファンタジーRPG（テーブルトークRPG）。1987年にホビージャパンからボックス版で発売された。

## 概要
ゲームシステムのデザインはイワイヨシミ、世界設定はイシャー・ナイトと堀蔵人によって行われている。
ボックスアートは天野喜孝が担当している。
中世ヨーロッパ風の幻想世界を舞台にしたオーソドックスなスタイルのファンタジーTRPGであり、本格的な国産ファンタジーTRPGとしては二番目に発売された作品となる（国産初のファンタジーTRPGは1984年の『ローズ・トゥ・ロード』）。
ロール（行為判定）の形式が特徴的で、現在にいたってもその独自性は失われていない。

## 世界設定

### 歴史
『フォーリナー』の世界設定では、歴史の記述は少ない。この世界はまだ人間が現れる前、「火炎神エタビトク」「水界神ポッツヌン」「地母神エボンヌ」「天空神ドナ＝レベン」という四大神と、四大神によって作り出された「火のスフィンクス」「水のマーメイド」「大地のドワーフ」「大気のエルフ」という四大種族がいたとされる。
今よりおおよそ320年前、最初の人類が別世界より『フォーリナー』の世界へと界渡りして現れた。例えば、古い遺跡を発掘した場合には、『フォーリナー』世界では「それは人間の造った物ではない」ことになる。

### 魔法
界渡りによって現れた人間は、そのほとんどが「魔法使い」であった。100年ほどすると、人間は「この世界では魔法を使うことで、その場所での魔法の源が失われる」ということを発見した。
そして、有限である魔力の源を保護するために、一定以上に強力な魔法を使うことを禁止した。このことはルールにも反映されており、例えば大地の魔法を使う場合、山で使う場合よりも街で使う場合の方が、魔法成功値が20%も低くなる。

### 地理
『フォーリナー』の世界設定では、地理の記述は非常に力が入れられている。気候区についてだけでも、「エスタリオル大陸」「ヴァナシュール大陸」という二大陸が24の気候区に区分されて、細かく紹介されている。さらに13の季節風、8の海流、7の土壌、25の火山が紹介されている。

### 都市
『フォーリナー』世界最大の都市であるイスカルド1つのみが紹介されている。

### その他
国家については、まったく紹介されていない。国家単位での歴史、種族単位での歴史、有力人物などは、まったく紹介されていない。

## システム

### ロール
ロール（行為判定）の形式は、内容によっていくつかに分類される。いずれもサイコロとして10面ダイス（D10）を使用する。
- 一般判定ロール - 一般判定ロールの形式は下方判定となる。「D10を2個振り、そのもっとも小さい出目」がロールに使用される能力値以下であれば成功となる。ロールの難易度が簡単であれば、振れるD10の個数が3個に増やされる。ロールの難易度が困難であれば、振れるD10の個数が1個に減らされる。
- 白兵攻撃ロール - 白兵攻撃ロールの形式は上方判定となる。攻撃側はSTR＋AGI＋1D10（＋武器防具修正）を、防御側はAGI＋1D10（＋武器防具修正）をロールし、「攻撃側の達成値が防御側の達成値をいくつ上回ったか」という数値で表を参照してダメージが決定される。
- 射撃攻撃ロール - 射撃攻撃ロールの形式は下方判定となる。「D10を1個振り、そのもっとも小さい出目」が武器の命中率以下であれば命中となる。D10を武器のダメージ個数振り、そのもっとも小さい出目で表を参照してダメージが決定される。
- 魔法成功値ロール - 魔法成功値ロールの形式は下方判定（パーセンテージロール）となる。

## キャラクター

### アトリビューション
アトリビューション（能力値）として、CON（耐久力）・STR（筋力）・POW（精神力）・WIS（知性）・AGI（敏捷性）の5種類がある。
キャラクター作成では、5種類についてそれぞれ「D10を3個振り、そのもっとも小さい出目」がアトリビューションとなる。次にキャラクターはシューレ（修道所）に入門し、最大6回まで特定のアトリビューションを増加しようと試みることができる。

### アライメント
キャラクターは9種類のアライメント（元素）のいずれか1つを持つ。
- 水 - 水の魔法を使うことができる。魔法によるPOW消費は1点。
- 大洋 - 水と大気の魔法を使うことができる。魔法によるPOW消費は2点。
- 大気 - 大気の魔法を使うことができる。魔法によるPOW消費は1点。
- 太陽 - 大気と火の魔法を使うことができる。魔法によるPOW消費は2点。
- 火 - 火の魔法を使うことができる。魔法によるPOW消費は1点。
- 火山 - 火と大地の魔法を使うことができる。魔法によるPOW消費は2点。
- 大地 - 大地の魔法を使うことができる。魔法によるPOW消費は1点。
- 月 - 大地と水の魔法を使うことができる。魔法によるPOW消費は2点。
- 平衡 - すべての魔法を使うことができる（ただしマジック・シューレに所属しなかった者は、魔法を使うことができない）。魔法によるPOW消費は3点。

### 人種
キャラクターの人種は、基本となる人間の他に、ドワーフ・エルフ・ホビット・オークを選ぶことができる。

## 魔法王国シムルグント
世界設定担当の堀蔵人は、『フォーリナー』発売の2年後に『RPG設定資料 魔法王国シムルグント』を出版している。しかし、これは『フォーリナー』と互換性のない世界設定資料である。
『フォーリナー』では、人間は界渡りによっておおよそ320年前に現れた種族であり、この世界で長い歴史を持たない。その一方、『魔法王国シムルグント』では、人間がこの世界で長い歴史を持ち、魔法技術を発展させてきた様子が書かれている。また、地図も『魔法王国シムルグント』ではまったく異なったものになっており、「アルス・マグナ全図」とされている。